# Odenwaldkreis
Der Odenwaldkreis (odenwälderisch Ourewaldkreis) ist ein Landkreis im äußersten Südosten des Landes Hessen und gehört als solcher zum Regierungsbezirk Darmstadt. Mit etwas weniger als 100.000 Einwohnern ist er der bevölkerungsärmste Landkreis Hessens.
Historisch gehörte das Kreisgebiet im Heiligen Römischen Reich überwiegend zur Grafschaft Erbach und zur Herrschaft Breuberg. 1806 wurde das Gebiet durch die Mediatisierung Teil des Großherzogtums Hessen. Im Zuge der Gebietsreform in Hessen erhielt der damalige Landkreis Erbach 1972 seine heutige Bezeichnung.
Der Odenwaldkreis ist der einzige Landkreis, der mit dem gesamten Kreisgebiet im Odenwald liegt, somit dessen Kerngebiet umfasst. Er ist trotz seiner eher ländlichen Prägung Teil des Rhein-Main-Gebietes. Kreisstadt ist Erbach im Odenwald, welche gemeinsam mit der Nachbarstadt Michelstadt das einzige Mittelzentrum bildet.

## Geografie

### Lage
Zentraler Landschaftsteil des Odenwaldkreises ist das in Süd-Nord-Richtung verlaufende Mümlingtal und die dieses östlich und westlich begleitenden Höhenzüge. Entlang der Mümling sind die größten Städte des Kreises aufgereiht: Beerfelden, Erbach, Michelstadt, Bad König und Höchst. Im Nordwesten reicht das Kreisgebiet in einen Teil der Gersprenzniederung hinein und im Süden gibt es jenseits der Hauptwasserscheide von Main und Neckar einige Täler, deren Flüsse nach Süden dem Neckar zustreben: der Finkenbach, der Gammelsbach, der Sensbach und die Itter.
Die höchsten Erhebungen des Odenwaldkreises sind der Kohlwald (560,4 m ü. NN) nordwestlich von Bullau, die Sensbacher Höhe (558 m ü. NN) und der Krähberg (555 m ü. NN), beide in der Gemarkung Ober-Sensbach. Würzberg und Bullau sind mit 515 Meter die beiden höchstgelegenen Ortschaften des Kreises. Die tiefstgelegene ist Hainstadt an der Mümling kurz vor der bayerischen Grenze mit 143 m.
Eine Quasi-Exklave Hessens und des Odenwaldkreises bildet das zu Oberzent gehörende Hesselbach im äußersten Südosten, welches auf dem regulären Straßenweg vom übrigen Kreisgebiet aus nur über das zu Eberbach gehörende Badisch-Schöllenbach oder über eine einspurige Privatstraße von Würzberg über das Gemeindegebiet des bayerischen Kirchzell erreicht werden kann.

### Nachbarkreise
Der Odenwaldkreis grenzt, im Norden beginnend im Uhrzeigersinn, an die Landkreise Darmstadt-Dieburg (in Hessen), Miltenberg (in Bayern), Neckar-Odenwald-Kreis und Rhein-Neckar-Kreis (beide in Baden-Württemberg) sowie Bergstraße (in Hessen).

### Flächenaufteilung
Nach Daten des Statistischen Landesamtes, Stand 2023.

## Geschichte

### Vor 1806
Bis zur Mediatisierung 1806 war das überwiegende Gebiet des Odenwaldkreises, in ähnlichen Grenzen wie seit der Kreisreform, ein reichsunmittelbares Territorium der Grafen von Erbach, und gehörte zum Fränkischen Reichskreis.
Es gliederte sich weitgehend in die Grafschaft Erbach und die Herrschaft Breuberg, wobei es auch zahlreiche Ex- und Enklaven gab, wie das kurpfälzische Oberamt Otzberg. Hinzu kommen auch zahlreiche historische Territorien, wie die Herrschaft Rodenstein.

### 1806 bis 1945
1806 kam das Gebiet zum Großherzogtum Hessen. Nach Verkündung der Verfassung des Großherzogtums am 17. Dezember 1820 folgte am 14. Juli 1821 eine umfassende Verwaltungsreform. Statt der Ämter wurden nun Landratsbezirke eingesetzt. Diese waren die Vorläufer der Kreise. In Erbach wurde 1822 für die Gräflich Erbachischen und Erbach-Fürstenauischen Ämter der Landrats- und Gerichtsbezirk Erbach gegründet. Ebenfalls 1822 entstand ein Landrats- und Gerichtsbezirk Breuberg mit Sitz in Neustadt (ab 1847) bzw. Höchst im Odenwald.
Im Zuge der Deutschen Revolution von 1848/49 formierten sich im heutigen Kreisgebiet revolutionäre Bestrebungen. So zogen im März 1848 2.000 Odenwälder Bauern zur Durchsetzung von Grundrechten nach Darmstadt. Mit dem Gesetz vom 31. Juli 1848 wurden die Verwaltungseinheiten unter revolutionären Druck erneut vergrößert. An die Stelle der Kreise und Landratsbezirke traten Regierungsbezirke, wobei die bisherigen Landratsbezirke Breuberg und Erbach zum Regierungsbezirk Erbach vereinigt wurden. Hinzu kam der Landratsbezirk Wimpfen, eine Exklave in Baden. Bereits vier Jahre später kehrte man aber zur Einteilung in Kreise zurück, wodurch neben dem Kreis Erbach der Kreis Neustadt und der Kreis Wimpfen gegründet wurden. Am 1. Juli 1874 wurde der Kreis Neustadt wieder aufgelöst und der größte Teil der Gemeinden wurden in den Kreis Erbach integriert. Ebenso wurde der Kreis Lindenfels aufgelöst und gab 16 Gemeinden an den Kreis Erbach ab.
Im Zuge der 1874 im Großherzogtum Hessen nach preußischem Vorbild vorgenommenen Reform der Kreisverfassung kam es auch zu einer neuen Kreiseinteilung. Die damals geschaffene Gliederung des Großherzogtums in sieben die Provinz Starkenburg bildende Kreise (Bensheim, Darmstadt, Dieburg, Erbach, Groß-Gerau, Heppenheim, Offenbach) hatte mehr als sechs Jahrzehnte Bestand.
Nach der 1936 erfolgten Auflösung der Provinzial- und Kreistage im nunmehrigen Volksstaat Hessen (ab 1918) und der 1937 durchgeführten Aufhebung der drei Provinzen Starkenburg, Oberhessen und Rheinhessen brachte das Jahr 1938 eine Überprüfung der Kreisgrenzen. Am 1. November 1938 wurde in Hessen eine einschneidende Gebietsreform durchgeführt. In jeder der drei hessischen Provinzen Starkenburg, Rheinhessen und Oberhessen wurde jeweils ein Kreis aufgelöst. In Starkenburg war davon der Kreis Bensheim betroffen. Dieser wurde zum größten Teil dem Kreis Heppenheim zugeschlagen, der auch zum Rechtsnachfolger des Kreises Bensheim wurde. Die neue Verwaltungseinheit wurde in Landkreis Bergstraße umbenannt. Gleichzeitig wurden die Städte Darmstadt, Gießen, Mainz, Offenbach und Worms als Stadtkreise verselbständigt. Diese so geschaffene Kreiseinteilung des Volksstaates hatte zunächst bis zum Kriegsende 1945 Bestand.

### Seit 1945
Im Rahmen der Gebietsreform in Hessen kam am 1. Juli 1971 die Gemeinde Laudenau aus dem Landkreis Bergstraße nach einer Bürgerbefragung zum Landkreis Erbach, als sie sich der Gemeinde Reichelsheim (Odenwald) anschloss. Mit Inkrafttreten des Gesetzes zur Neugliederung des Landkreises Erbach vergrößerte sich das Kreisgebiet am 1. August 1972 um die Gemeinden Fränkisch-Crumbach und Brensbach (mit Wersau) aus dem Landkreis Dieburg. Zugleich erhielt der Kreis den Namen Odenwaldkreis.
Am 1. Januar 2018 schlossen sich die Stadt Beerfelden und die Gemeinden Hesseneck, Rothenberg und Sensbachtal zur neuen Stadt Oberzent zusammen.
Der Odenwaldkreis war im Frühjahr 2020 vergleichsweise stark durch die COVID-19-Pandemie betroffen. Unter anderem gab es bis Juni 2020 absolut als auch relativ die höchsten Todeszahlen unter allen hessischen Landkreisen und kreisfreien Städte. Überregional sorgten Debatten über die Errichtung eines Testzentrums zwischen Landrat Frank Matiaske (SPD) und der Kassenärztlichen Vereinigung Hessen für Schlagzeilen. Im weiteren Verlauf der pandemischen Entwicklung war der Odenwaldkreis durchschnittlich stark betroffen. Der Landkreis hat im relativen Verhältnis zur Bevölkerung die höchste Gesamtanzahl an Todesfällen.

## Bevölkerung

### Identität und Sprache
Der heutige Odenwaldkreis wird teilweise als fränkisch betrachtet. Im Heiligen Römischen Reich gehörte das Gebiet überwiegend zum Fränkischen Reichskreis. Eine fränkische Identität hat sich jedoch nicht etabliert, stattdessen betrachten sich viele einfach als Odenwälder.
Gesprochen wird Odenwälderisch, ein rheinfränkischer Dialekt, der teilweise schon zum Pfälzischen anstelle des Hessischen zugerechnet wird. In Randlagen werden auch Dialekte der Nachbarregionen (Südhessisch, Kurpfälzisch, Odenwäldisch) gesprochen. So können die Dialekte im Oberzenter Stadtteil Hesselbach schon deutlich dem zum Oberdeutschen gehörenden Odenwäldischen zugerechnet werden. Die Sprachgrenzen sind fließend. Historisch hatte jeder Ort seinen eigenen, unverkennbaren Dialekt.

### Kirchen und Religionsgemeinschaften
Der Odenwaldkreis war historisch bedingt evangelisch geprägt. Das Kreisgebiet gehört zur Evangelischen Kirche in Hessen und Nassau. Das Mümlingtal bildet dabei – mit den zum Landkreis Bergstraße gehörenden Städten Hirschhorn (Neckar) und Neckarsteinach – das Dekanat Odenwald, das Gersprenztal gehört zum Dekanat Vorderer Odenwald. Bedingt durch die Position des Erbacher Grafenhauses gegen die Bildung der Union lutherischer und reformierter Gemeinden im Rahmen der Evangelische Landeskirche in Hessen im 19. Jahrhundert ist auch die Selbständige Evangelisch-Lutherische Kirche mit fünf eigenen Kirchengemeinden vertreten.
Die katholische Bevölkerungsminderheit gehört zum Bistum Mainz und bildet dort das Dekanat Erbach. Mit Stand 2019 waren 16 % (16.000 der 96.703) der Einwohner katholisch. Mit Stand 2022 waren 15.472 Einwohner katholisch.
Es bestehen ferner kleinere Gemeinden der Freikirchen, Zeugen Jehovas und des Islams.

### Einwohnerstatistik

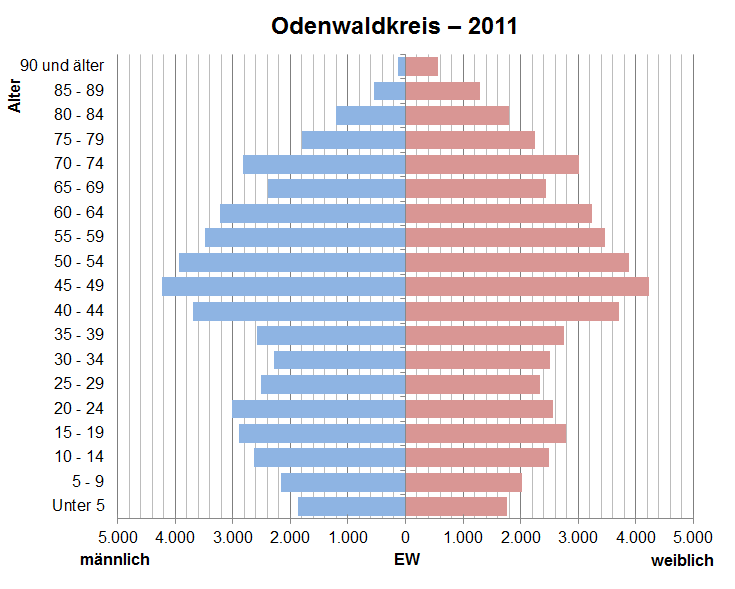
Bevölkerungspyramide für den Odenwaldkreis (Datenquelle: Zensus 2011)

Im Jahr 2011 betrug der Ausländeranteil 9,6 Prozent. Nach Schätzungen des Hessischen Statistischen Landesamtes soll sich die Bevölkerung bis 2060 um 6 Prozent gegenüber 2014 reduzieren.
| Jahr | Einwohner | Quelle |
| ---- | --------- | ------ |
| 1972 | 081.800   | [ 20 ] |
| 1975 | 082.300   | [ 21 ] |
| 1980 | 084.200   | [ 22 ] |
| 1985 | 085.900   | [ 23 ] |
| 1990 | 091.300   | [ 24 ] |
| 1995 | 098.305   | [ 25 ] |
| 2000 | 099.667   | [ 25 ] |
| 2005 | 100.174   | [ 25 ] |
| 2010 | 097.198   | [ 26 ] |
| 2015 | 096.047   | [ 27 ] |

### Konfessionsstatistik
Laut der Volkszählung 2011 waren 49,7 % der Einwohner evangelisch, 17,7 % römisch-katholisch und 32,6 % gehörten einer sonstigen oder keiner Religionsgesellschaft an oder machten keine Angabe. Der Mitgliederschwund der großen Kirchen hielt seitdem weiter an. Gemäß Zensus 2022 waren (2022) 39,9 % der Einwohner evangelisch, 14,9 % katholisch und 45,2 % gehörten einer sonstigen oder keiner Religion an oder machten keine Angabe.

## Gemeinden
Der Odenwaldkreis umfasst zwölf Städte und Gemeinden, davon fünf Städte und sieben Gemeinden.
(Einwohner am 31. Dezember 2024)
| Städte 1. Bad König (9.508) 2. Breuberg (7.196) 3. Erbach (13.935) 4. Michelstadt (15.396) 5. Oberzent (9.429) | Weitere Gemeinden 1. Brensbach (4.860) 2. Brombachtal (3.416) 3. Fränkisch-Crumbach (2.910) 4. Höchst i. Odw. (9.744) 5. Lützelbach (6.755) 6. Mossautal (2.415) 7. Reichelsheim (Odenwald) (8.282) |

## Politik

### Grundlagen

#### Kommunalpolitische Landschaft
Die Odenwälder Kommunalpolitik wird traditionell durch die SPD dominiert. Sie stellte von 1945 bis 2009 und seit 2015 erneut den Landrat und bildet die stärkste Kraft im Kreistag. Die CDU schneidet hingegen auf kommunaler Ebene schlechter als im Landesdurchschnitt ab, wobei die Gemeinde Reichelsheim eine Ausnahme darstellt. Eine Besonderheit bildet die ÜWG Odenwaldkreis, eine freie Wählergemeinschaft mit bürgerlicher Ausrichtung, die in den letzten Kreistagswahlen immer drittstärkste Kraft wurde und in ihren Stammgemeinden gute Ergebnisse erzielt.
Nach der Kreistagswahl 2016 arbeiteten zunächst SPD und CDU in einer Großen Koalition zusammen. Diese Koalition wurde nach der Wahl 2021 durch eine „Modernisierungspartnerschaft“ genannte „Odenwald-Koalition“ aus SPD, ÜWG und FDP abgelöst.

#### Vertretung im Landtag und Bundestag
Bei den Wahlen zum Hessischen Landtag gehört der Odenwaldkreis gemeinsam mit den Bergsträßer Gemeinden Wald-Michelbach, Hirschhorn und Neckarsteinach den Wahlkreis Odenwald an. Direkt gewählte Wahlkreisabgeordnete ist seit 2018 Sandra Funken (CDU), daneben zog Moritz Promny (FDP) über die Landesliste ein. Im April 2024 rückte zusätzlich Rüdiger Holschuh (SPD) nach.
Der Odenwaldkreis gehört ferner zum Bundestagswahlkreis Odenwald, die dort bei der Bundestagswahl 2025 direkt gewählte Bundestagsabgeordnete Patricia Lips (CDU) stammt aus Rödermark im Landkreis Offenbach.

### Kreistag
Die Kommunalwahl am 14. März 2021 lieferte folgendes Ergebnis, in Vergleich gesetzt zu früheren Kreistagswahlen: Im September 2021 zerbrach die AfD-Fraktion nach dem Austritt des Abgeordneten Andreas Wagner aus Fraktion und Partei.
| Diagrammdarstellung von Wahlergebnis und Sitzverteilung | Diagrammdarstellung von Wahlergebnis und Sitzverteilung |
| --- | --- |
| Kreistagswahl im Odenwaldkreis 2021 %403020100 33,523,016,611,76,45,43,5 SPDCDUÜWGGrüneAfDFDPLinkeGewinne und Verlusteim Vergleich zu 2016 %p 6 4 2 0 −2 −4 −6 −8−1,6+1,7+2,9+4,1−6,2−0,6−0,2SPDCDUÜWGGrüneAfDFDPLinke | aktuelle Sitzverteilung im Kreistag (Dezember 2021)Insgesamt 51 Sitze - Linke (fraktionslos): 2 - SPD: 17 - Grüne: 6 - FDP: 3 - ÜWG: 8 - CDU: 12 - AfD (fraktionslos): 2 - fraktionslos: 1 |

| Wahlvorschläge       | Wahlvorschläge                                           | % 2021 | Sitze 2021 | % 2016 | Sitze 2016 | % 2011 | Sitze 2011 | % 2006 | Sitze 2006 | % 2001 | Sitze 2001 |
| -------------------- | -------------------------------------------------------- | ------ | ---------- | ------ | ---------- | ------ | ---------- | ------ | ---------- | ------ | ---------- |
| SPD                  | Sozialdemokratische Partei Deutschlands                  | 33,5   | 17         | 35,1   | 18         | 34,1   | 17         | 43,6   | 22         | 45,8   | 23         |
| CDU                  | Christlich Demokratische Union Deutschlands              | 23,0   | 12         | 21,3   | 11         | 25,4   | 13         | 29,3   | 15         | 28,7   | 15         |
| ÜWG                  | Überparteiliche Wählergemeinschaft für den Odenwaldkreis | 16,6   | 08         | 13,7   | 07         | 17,5   | 09         | 10,6   | 05         | 12,0   | 06         |
| GRÜNE                | Bündnis 90/Die Grünen                                    | 11,7   | 06         | 07,6   | 04         | 14,6   | 07         | 06,3   | 03         | 07,0   | 04         |
| AfD                  | Alternative für Deutschland                              | 06,4   | 03         | 12,6   | 06         | —      | —          | —      | —          | —      | —          |
| FDP                  | Freie Demokratische Partei                               | 05,4   | 03         | 06,0   | 03         | 03,1   | 02         | 03,8   | 02         | 02,9   | 01         |
| DIE LINKE.           | DIE LINKE.                                               | 03,5   | 02         | 03,7   | 02         | 02,9   | 02         | 03,1   | 02         | —      | —          |
| REP                  | Die Republikaner                                         | —      | —          | —      | —          | 02,4   | 01         | 03,3   | 02         | 03,5   | 02         |
| Gesamt               | Gesamt                                                   | 100,0  | 51         | 100,0  | 51         | 100,0  | 51         | 100,0  | 51         | 100,0  | 51         |
| Wahlbeteiligung in % | Wahlbeteiligung in %                                     | 53,0   | 53,0       | 52,0   | 52,0       | 51,3   | 51,3       | 52,6   | 52,6       | 59,8   | 59,8       |

### Landrat

#### Bisherige Landräte
- 21. Juni 1865 – 20. Juni 1877: Kreisrat Wilhelm Christoph Adolf Schenck zu Schweinsberg
- 20. Juni 1877 – 7. August 1886: Kreisrat Johann Karl Jost
- 7. August 1886 – 20. September 1888: Kreisrat Hermann von Bechtold
- 10. Oktober 1888 – 16. Juli 1894: Kreisrat Andreas Breidert
- 16. Juli 1894 – 19. August 1897: Kreisrat Gustav Weiprecht von Gemmingen
- 6. September 1897 – 30. September 1901: Kreisrat Friedrich Wilhelm Fey
- 1. Oktober 1901 – 28. Februar 1910: Kreisrat Karl Schliephake
- 1910–1913: Kreisrat Adalbert Rinck von Starck
- 1. Oktober 1913 – 30. April 1920: Kreisrat Eugen Kranzbühler
  - Als Vertreter des zum Wehrdienst eingezogenen Kreisrates:
  - Kreisdirektor Wilhelm Anton Diehl
  - Oberregierungsrat Hermann Stammler
- 1. Oktober 1920 – 15. Juni 1923: Kreisdirektor Ernst Merck
- 16. Juni 1923 – 30. April 1932: Kreisdirektor Leopold von Werner
- 16. Mai 1932 – 30. September 1937: Kreisdirektor Hermann Braun
- 1. Oktober 1937–1938: Kommissarischer Kreisdirektor Hellmuth Scheer
- 1. Juni 1938 – 31. März 1945 Kreisdirektor, ab 1939 Landrat Dieter Stammler
- (1942–1945): Kommissarischer Kreisdirektor Hans Bornscheuer
- 1945–1951: Karl Neff, SPD
- 1951–1963: Georg Ackermann, SPD

- 1963–1979: Gustav Hoffmann, SPD
- 1979–1991: Baldur Nothhardt, SPD
- 1991–2009: Horst Schnur, SPD
- 2009–2015: Dietrich Kübler, ÜWG
- Seit 1. September 2015: Frank Matiaske, SPD[41]

#### Landratswahl 2021
Die letzte Landratswahl fand gemeinsam mit der Kommunalwahl am 14. März 2021 statt. Amtsinhaber Frank Matiaske (SPD) trat dabei zur Wiederwahl an und wurde vom früheren CDU-Bürgermeister von Büttelborn, Andreas Rotzinger, der Vorsitzenden des Kreisverbandes von Bündnis 90/Die Grünen, Petra Neubert, und dem stellvertretenden Sprecher des AfD-Kreisverbandes, Andreas Wagner, der als parteiunabhängiger Einzelbewerber antrat, herausgefordert.
Bei einer Wahlbeteiligung von 53,1 Prozent wurde dabei folgendes Ergebnis erzielt, durch das Matiaske für eine weitere Amtszeit wiedergewählt wurde:

### Wappen, Flagge und Banner

Hissflagge
Bannerflagge

Der Odenwaldkreis führt ein Wappen sowie eine Hiss- und Bannerflagge.
| Wappen des Odenwaldkreises | Blasonierung: „Auf goldenem Grund eine schwarze, bewurzelte Eiche, begleitet von drei sechsstrahligen roten Sternen“ |
| Wappen des Odenwaldkreises | Wappenbegründung: Die Eiche steht für die Wälder der Region, die dem Kreis auch ihren Namen gegeben haben. Die drei Sterne wurden dem Wappen der Grafen von Erbach entnommen, die diese Region bis 1806 beherrscht haben. Das Wappen wurde am 20. November 1956 verliehen. Flaggenbeschreibung: „Auf schwarz-rot-goldenem Flaggentuch im Rot, das sich oben in gestürzter heraldischer Spitze bis zur Mitte von Schwarz und Gold hineinschiebt, aufgelegt das Kreiswappen.“ |

### Landratsamt

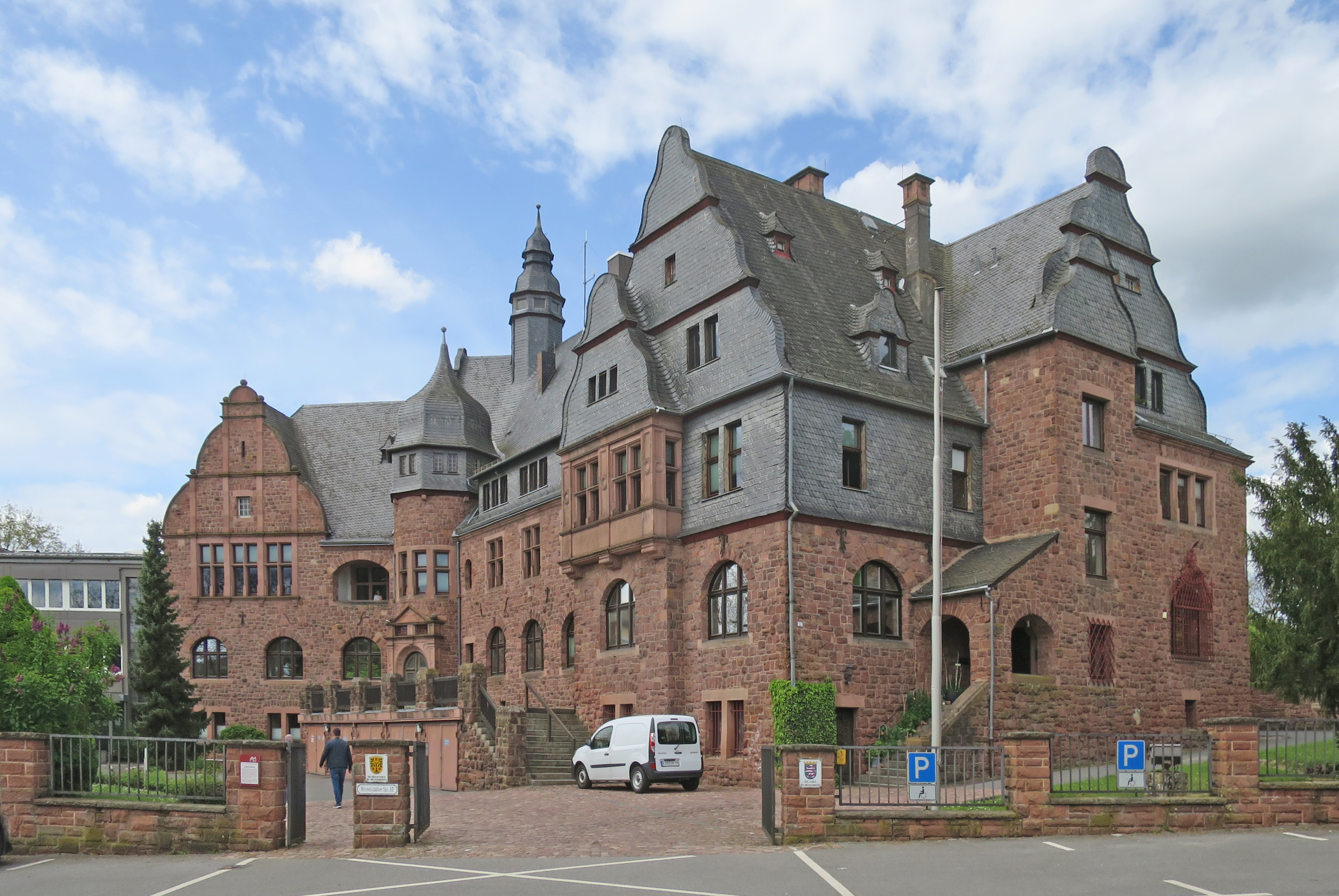
Historisches Kreishaus in Erbach

Das historische Kreishaus Erbach wurde 1902–1903 nach Plänen des Architekten und Großherzoglich Geheimen Oberbaurats Karl Hofmann (1856–1933) im Renaissancestil errichtet. Es ist heute Teil des Landratsamtes des Odenwaldkreises. Angrenzende Erweiterungsbauten wurden zwischen 1959 und 1987 hinzugefügt.

### Partnerschaften
Der Odenwaldkreis unterhält eine Partnerschaft mit der Region Falkirk, die im Zentrum Schottlands zwischen Edinburgh und Glasgow liegt.

### Gerichte
Der Odenwaldkreis bildet den Bezirk des Amtsgerichts Michelstadt, welcher zum Landgerichtsbezirk Darmstadt und zum Oberlandesgerichtsbezirk Frankfurt gehört.
Früher bestanden auch in Höchst im Odenwald, Beerfelden und Reichelsheim eigene Amtsgerichte, die alle 1968 aufgelöst wurden.

## Wirtschaft und Infrastruktur

### Wirtschaft
Das Bruttoinlandsprodukt betrug 2015 2,453 Milliarden Euro, das Bruttoinlandsprodukt je Einwohner betrug 25.405 Euro. Dies entsprach 59,5 Prozent des Landesdurchschnitts und war damit unterdurchschnittlich schwach. Im Zukunftsatlas 2019 belegte der Odenwaldkreis den Rang 295 von 401 Kreisen und lag damit im unteren Mittelfeld.
Die Wirtschaft des Odenwaldkreises wird überwiegend durch klein- und mittelständische Betriebe geprägt. Industriezentren sind insbesondere Breuberg als Sitz der deutschen Tochtergesellschaften von Pirelli und Andros sowie Erbach/Michelstadt mit Koziol und einem Werk der Robert Bosch GmbH. Daneben spielt der Tourismus eine wichtige Rolle. Die Odenwald-Regional-Gesellschaft ist im Bereich der Wirtschaftsförderung aktiv.

### Medien
Die wichtigste Tageszeitung stellt das Odenwälder Echo dar, eine Regionalausgabe des Darmstädter Echo. Die Echo-Zeitungsgruppe wurde 2015 vom Medienunternehmen VRM übernommen.

### Gesundheitseinrichtungen
Das Kreiskrankenhaus befindet sich als Teil des Gesundheitszentrums Odenwaldkreis in Erbach. Daneben befindet sich in Bad König mit der Asklepios Schlossberg Klinik ein Akutkrankenhaus für neurologische Frührehabilitation.

### Bildungseinrichtungen

#### Schulwesen
Flächendeckend bestehen Grundschulen. Es gibt drei Integrierte Gesamtschulen in Oberzent, Bad König und Erbach und drei kooperative Gesamtschulen in Breuberg, Höchst und Reichelsheim, die beiden Letzten besitzen eine Gymnasiale Oberstufe. In Michelstadt befindet sich ferner eine Haupt- und Realschule, das Gymnasium Michelstadt und das Berufliche Schulzentrum mit Beruflichen Gymnasium. Förderschulen gibt es in Bad König und Erbach (Odenwald).

#### Hochschulstandort
In Zusammenarbeit mit der Hochschule Darmstadt wird seit dem Wintersemester 2020/21 am Beruflichen Schulzentrum in Michelstadt der Bachelorstudiengang „Internationale Betriebswirtschaftslehre“ angeboten.

### Verkehr

#### Öffentlicher Personenverkehr
Das Kreisgebiet gehört zum Rhein-Main-Verkehrsverbund (RMV) und zum Übergangsgebiet des VRN. Der öffentliche Personennahverkehr wird abseits der Odenwaldbahn überwiegend durch Busse durchgeführt, in Erbach/Michelstadt besteht ferner ein Citybusnetz. In den Sommermonaten verkehren am Wochenende kreisübergreifend zwischen Bergstraße, Maintal und Neckartal Freizeitbusse, wie der NaTourBus. Lokale Nahverkehrsorganisation ist die Odenwald-Regional-Gesellschaft (OREG). Als Betreibergesellschaft fungiert die Odenwälder Verkehrsbetriebe GmbH, ein Zusammenschluss der im Kreisgebiet ansässigen, klein- und mittelständischen Busunternehmen, wie Wissmüller oder VGG. Lediglich im Bahnhof Michelstadt ist mit der durch die OREG betriebenen „RMV-MobilitätsZentrale“ ein Verkaufs- und Serviceschalter geblieben.
Der Odenwaldkreis ist durch die vorerwähnte Odenwaldbahn an das Schienennetz angeschlossen. Als Eisenbahnverkehrsunternehmen fungiert dabei seit Dezember 2005 Vias; die zu Wissmüller gehörende Betriebswerkstatt befindet sich in Michelstadt. Die übrige Infrastruktur gehört zur DB InfraGO. Insgesamt werden elf Halte im Kreisgebiet bedient. Sowohl Frankfurt (Main) Hbf, Darmstadt Hbf als auch Hanau Hbf können umsteigefrei erreicht werden, wobei nach Hanau unter der Woche häufiger ein Umstieg in Groß-Umstadt Wiebelsbach erforderlich ist. Nach Süden enden die meisten Züge in Erbach, lediglich zweistündlich verkehren Züge weiter nach Eberbach und binden so die Stadt Oberzent an. Bis 2004 bestand zudem mehrmals täglich eine direkte Regional-Express-Verbindung nach Stuttgart. Die Ursprünge dieser Verbindung liegen in Heckeneilzugverbindungen, die teilweise bis Ulm fuhren und Ende der 1980er Jahre sogar als Schnellzug – und damit als Fernverkehrszug – eingestuft wurden.
Stillgelegte Eisenbahnstrecken sind die Bachgaubahn zwischen Höchst und Aschaffenburg, die Gersprenztalbahn zwischen Reinheim und Reichelsheim sowie die Schellekattel zwischen den Oberzenter Stadtteilen Beerfelden und Hetzbach.

#### Straßenverkehr
Der Odenwaldkreis ist der einzige hessische Landkreis ohne Anschluss an eine Autobahn oder autobahnähnliche Straße. Die Planungen zur Verlängerung der A45 über das Kreisgebiet wurden in den 1970er und ’80er Jahren aufgegeben.
Im Kreisgebiet gibt es folgende Bundesstraßen:
- Die B38 verläuft zwischen der Reichelsheimer Passhöhe Gumpener Kreuz und dem Kühlen Grund bei Wersau im Kreisgebiet. Sie verbindet das Gersprenztal in Nord-Süd-Richtung.
- Die B45 verläuft zwischen der Passhöhe Rondell bei Höchst-Hetschbach bis Oberzent-Gammelsbach im Kreisgebiet. Teilweise dreispurig ausgebaut, ist sie die zentrale Nord-Süd-Verbindung im Mümlingtal. Die Strecke verläuft bis Oberzent-Hetzbach weitgehend parallel entlang der Odenwaldbahn.
- Die B47 zwischen Michelstadt-Eulbach und Reichelsheim-Gumpener Kreuz verbindet insbesondere das Gersprenztal mit dem Mittelzentrum Michelstadt/Erbach und stellt damit die zentrale Ost-West-Verbindung her.
- Die B426 zwischen Breuberg-Hainstadt und Rondell bei Höchst-Hetschbach dient als Verbindung des nördlichen Kreisgebiets mit der benachbarten Wirtschaftsregion Bayerischer Untermain.
- Die B460 tritt bei der Passhöhe Wegscheide bei Reichelsheim/Mossautal in das Kreisgebiet ein und mündet bei Hetzbach auf die B45. Sie verbindet das südliche Kreisgebiet mit dem Weschnitztal und der Bergstraße.

#### Flugverkehr
In Michelstadt befindet sich auf einer Anhöhe westlich der Kernstadt der Flugplatz Michelstadt. Im Michelstädter Stadtteil Vielbrunn und dem Oberzenter Stadtteil Rothenberg befinden sich jeweils ein Segelflugplatz.

## Kultur

### Bauwerke
Siehe auch: Liste von Burgen und Schlössern in Hessen
- Im Kreisgebiet gibt es eine Vielzahl historischer Burgen und Schlösser, darunter das Schloss Erbach, Schloss Bad König, Schloss Fürstenau, Jagdschloss Eulbach, Jagdschloss Krähberg, Burg Breuberg, Schloss Reichenberg, Burg Schnellerts, Burg Rodenstein, Beerfurther Schlösschen und Burg Freienstein.
- Die Einhardsbasilika in Steinbach ist ein außergewöhnliches Baudenkmal aus karolingischer Zeit und ist durch die Staatliche Schlösser und Gärten Hessen als Freilichtmuseum besuchbar. Frühmittelalterlich ist auch die Arnheider Kapelle bei Breuberg-Neustadt.

### Kunst
- Das Deutsche Elfenbeinmuseum Erbach präsentiert der Öffentlichkeit an diesem bedeutenden europäischen Standort der Elfenbeinschnitzerei eine einzigartig umfangreiche Sammlung von mehr als 2000 Exponaten unterschiedlichster Herkunft und Entstehungszeit.
- Breuberger Bildhauerinnen, der Kunstverein Breuberg und die Bürgerstiftung laden seit 2002 jedes Jahr Bildhauer zu einem Treffen ein, um Kunstwerke für das Skulpturenfeld auf der Breuberger Aue zu schaffen. 2010 standen 18 Skulpturen auf dem Feld.[58]

### Gastronomie
Im Odenwaldkreis befinden sich mehrere Brauereien und Keltereien. Überregionale Bedeutung besitzen die Privat-Brauerei Schmucker in Ober-Mossau und die Kelterei Krämer in Beerfurth.
Wie im übrigen Odenwald zählen insbesondere Apfelwein und Kochkäse zu den regionalen Spezialitäten. Besonderheiten sind jährlich saisonale Angebote, wie die Odenwälder Kartoffel-Wochen und die Odenwälder Lamm-Wochen.

### Regelmäßige Veranstaltungen
Als Jahrmärkte sind im Frühjahr und Sommer der Bienenmarkt in Michelstadt, der Pferdemarkt in Oberzent-Beerfelden, der Wiesenmarkt in Erbach (Odenwald) sowie die Weihnachtsmärkte in Michelstadt und Erbach überregional bekannt. Daneben finden auch einige Musikfestivals im Odenwaldkreis statt, wie Sound of the Forest am Marbach-Stausee.

### Sagen und Mythen
Bekannte Sage ist die der Rodensteiner. Ferner erheben einige Plätze für sich in Anspruch in der Nibelungensage vorzukommen.

### Sport und Freizeitmöglichkeiten
Im Kreisgebiet findet ein reges Vereins- und Kulturleben statt. Im bundesweiten Vergleich sticht die hohe Zahl an Schwimmbäder, die oftmals kleine Freibäder in den einzelnen Gemeinden darstellen, hervor. Im Odenwaldkreis befinden sich zur Naherholung der Marbach-Stausee und der deutlich kleinere Eutersee.
Durch den Odenwaldklub ist der Kreis mit einer Vielzahl an Wanderwegen und Wanderparkplätzen bestens erschlossen. Bei Beerfelden befindet sich ein Skilift, der im Winter für Wintersport und im Sommer als Anlage des Bikeparks genutzt wird.

## Natur und Schutzgebiete
Der Odenwaldkreis gehört zum Geo-Naturpark Bergstraße-Odenwald. Es wurden zwölf Naturschutzgebiete ausgewiesen. Außerdem existieren mehrere Natura-2000-Gebiete (FFH-Gebiete und EU-Vogelschutzgebiete), die teilweise kreisübergreifend sind.
69 Naturdenkmale schützen markante Einzelbäume oder Baumgruppen, Felsformationen und Kleinflächen.

## Kfz-Kennzeichen
Am 1. Juli 1956 wurde dem Vorgänger des Odenwaldkreises, dem Landkreis Erbach, das Unterscheidungszeichen ERB zugewiesen. Dieses wurde auch nach der am 1. August 1972 erfolgten Umbenennung in Odenwaldkreis weiter genutzt und wird durchgängig bis heute ausgegeben.